# 臺灣航勤
臺灣航勤（英語：Taiwan Airport Service Co., Ltd.），簡稱臺勤、TASCO，是臺灣第一家機場地勤服務公司，設立初期承攬臺北松山機場航站客貨地勤業務，後擴展業務範圍至高雄國際機場、臺中清泉崗機場及桃園國際機場等其他機場。

## 歷史

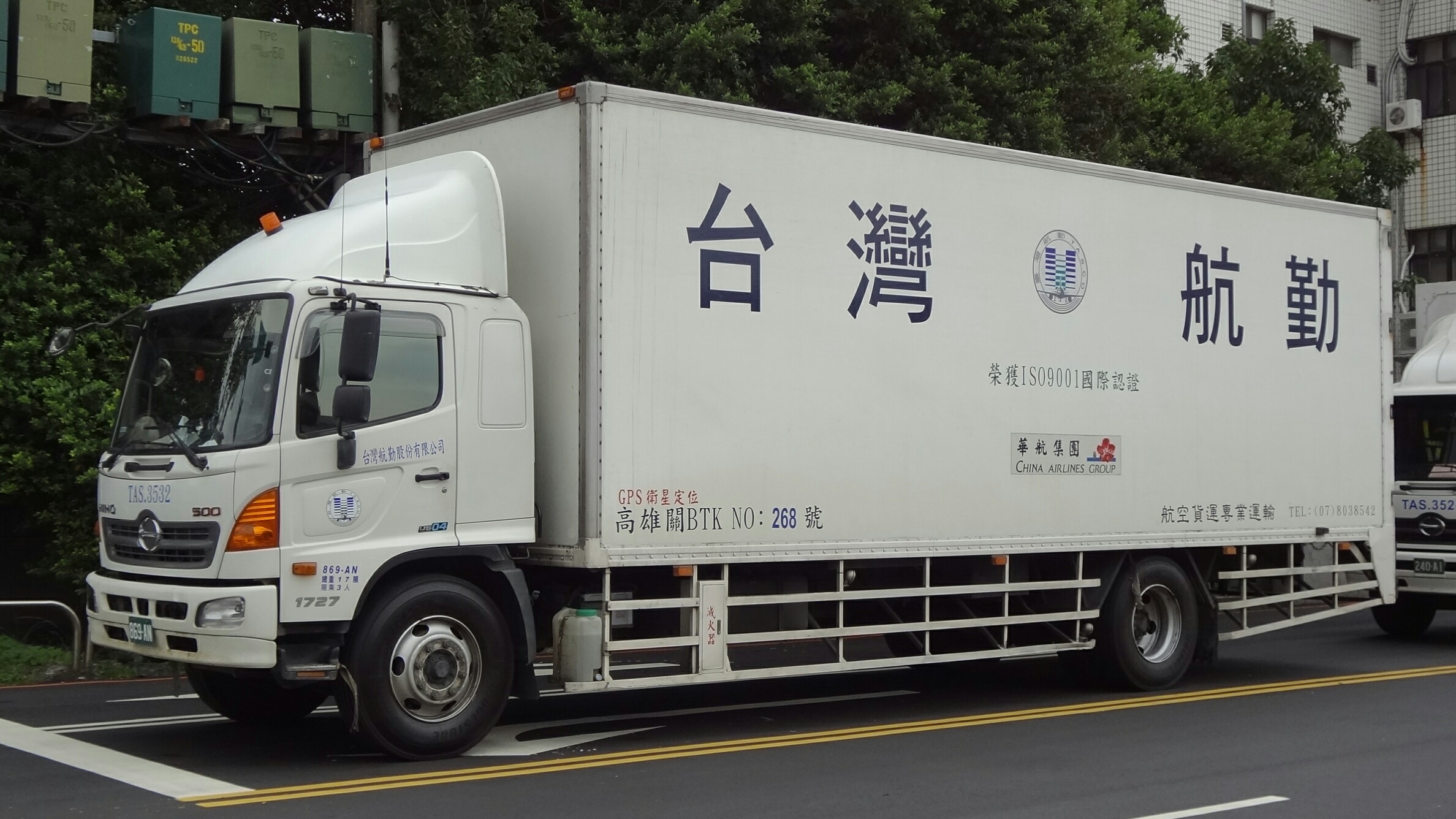
臺灣航勤的日野500大貨車

- 1966年8月1日：臺灣航勤成立，並承攬臺北松山機場業務。
- 1973年：臺灣航勤承攬高雄機場地勤業務。
- 1979年：臺灣航勤部份裝具及人員移轉桃園航勤。
- 1988年：臺灣航勤承攬桃園國際機場航空貨運站出口裝拆盤櫃業務。
- 1998年：遠東航空與萬海航運入股臺灣航勤，加入臺灣航勤經營團隊。
- 1999年11月：國產實業集團正式入主臺灣航勤，並加入管理層。
- 2001年5月：奉經濟部投審會通過，台灣航勤公司與華航、遠東、長榮等航空公司共同投資中國廈門高崎機場航空貨運站貨運業務，並據之成立廈門國際航空港航空貨運站有限公司。[1]
- 2013年3月：因桃園國際機場貨運站轉盤管理業務遭華儲股份有限公司收回自行經營，臺灣航勤全面撤出桃園國際機場。

## 組織
- 董事長
  - 總經理
  - 副總經理

### 行政部門
- 營運企劃室
- 安全品管室
- 人事行政室
- 財務室
- 高雄分公司

### 執行單位
- 臺北站
- 高雄站
- 金門站
- 台中站
- 花蓮站

## 外部連結
- 臺灣航勤 （页面存档备份，存于）